# Gregorio da Catino

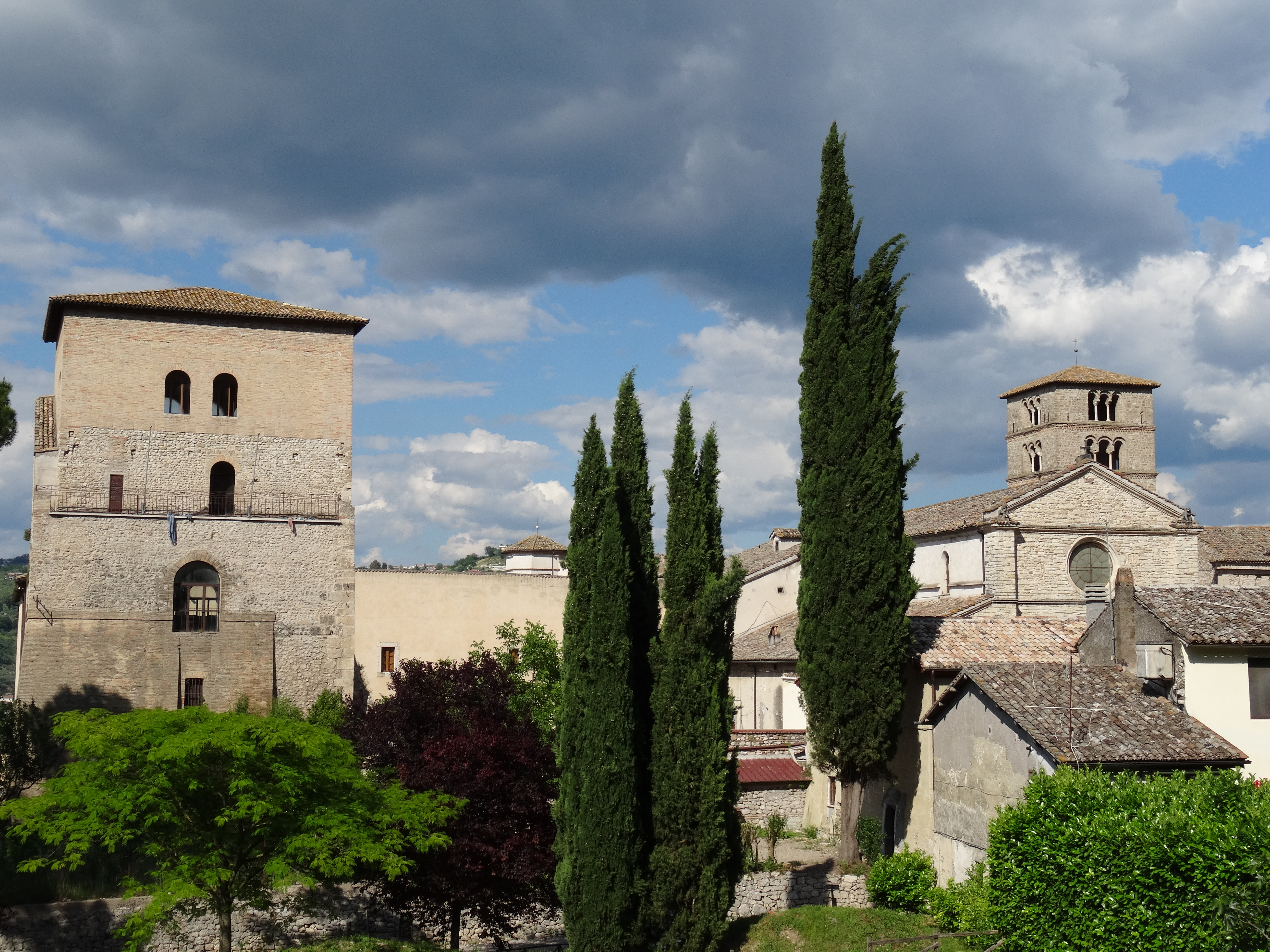
L'abbazia di Farfa

Gregorio da Catino o di Catino (in latino: Gregorius Catinensis; Poggio Catino, 1060 circa – Farfa, 1133 circa) è stato un monaco cristiano, archivista benedettino, copista italiano, attivo presso l'Abbazia di Farfa.

## Biografia
Nato dai nobili Dono e Teodoranda nel loro feudo di Catino, oggi Poggio Catino comune in provincia di Rieti, entrò giovanissimo come oblato nel monastero farfense insieme al fratello Donadeo. Dopo la morte prematura di quest'ultimo, continuò la sua formazione nella scuola abbaziale, per entrare come copista nello scriptorium del monastero. Qui continuerà a lavorare fino alla sua morte, tranne quando, entrato in contrapposizione con l'abate Berardo II, si recò in esilio presso il priore farfense di Offida. Tornò definitivamente a Farfa nel 1099, al seguito del priore nel frattempo nominato abate con nome di Berardo III.

## Opere
Tra il 1000 ed i primi decenni del XII secolo l'Abbazia di Farfa raggiunse il culmine della sua potenza, in particolare come baluardo del partito filo-imperiale in Italia ed in costante contrapposizione con il potere papale. Tale importanza si basava largamente sulla politica di espansione territoriale, intrapresa soprattutto dagli abati Ugo I, dal 998 al 1038, e Berardo I, dal 1047 al 1089. Nasceva quindi in questo periodo l'esigenza di un riordino di atti, donazioni, placiti e bolle dell'archivio abbaziale che attestavano e legittimavano tali acquisizioni.
Gregorio, a trentadue anni, iniziò l'imponente opera di riordino e trascrizione di documenti ormai secolari, corrosi dal tempo e scampati ad invasioni saracene e guerre, missione che lo impegnerà per quasi mezzo secolo, fino alla sua morte.

### Liber gemniagraphus, sive cleronomialis Ecclesiae FarfensisoRegestum Farfense
La prima opera è formata da due prologhi, una collezione di canoni, un elenco degli abati farfensi e dei pontefici, una serie di annotazioni annalistiche ed infine dalla raccolta documentaria; Gregorio non copia sistematicamente tutto l'archivio, ma fa una selezione trascrivendo, in ordine cronologico, 1.324 documenti inerenti alle donazioni, le vendite, i titoli ed i privilegi concessi da re e papi al monastero. I documenti vanno dalla fondazione del monastero ad opera di Tommaso di Morienna nell'VIII secolo (per la precisione il primo documento è una lettera del 705 del Duca Faroaldo II al papa Giovanni VII) al XII. Il Regesto Farfense è di fondamentale importanza in quanto rappresenta una delle pochissime, se non l'unica, fonte scritta per la ricostruzione della storia politica, economica e sociale del Ducato di Spoleto.

### Liber largitorius, vel notarius monasterii PharfensisoLiber emphiteuseos terrarum monasterii Pharfensis
Iniziato intorno al 1103 e stilato sotto l'abaziato di Berardo III con l'aiuto del nipote Todino, è formato da un prologo con dedica dell'opera all'abate, cui segue una raccolta di oltre 2.000 documenti a partire dall'anno 792. I documenti, selezionati e riportati in forma abbreviata, riguardano in questo caso i beni del monastero concessi ai coloni in enfiteusi o sotto altre forme di contratto e riportano con precisione i periodi, le condizioni del contratto e le stime del valore dei beni.

### Chronicon farfense
Stilato subito dopo il Liber largitorius, dal 1107 al 1119, è una ricostruzione, scritta in forma narrativa, della storia dell'abbazia e delle sue acquisizioni sparse in tutta l'Italia centrale, operata tramite la selezione degli atti presenti nell'archivio. Come nel Regestum, oltre alla cronaca il libro contiene una serie di cataloghi dei pontefici, di re ed imperatori; seguono il prologo con dedica del libro all'abate Berardo III, un sermone di Ugo I su Lorenzo, fondatore del cenobio, ed il Liber Beraldi. Quest'ultimo è un trattato nel quale Gregorio, prendendo spunto da una causa tra la potente famiglia romana dei Crescenzi, filo-pontificia, e l'abbazia imperiale di Farfa, offre un particolareggiato quadro delle varie posizioni ideologiche, politiche e religiose all'interno della disputa tra papato ed impero tra l'VII e il XII secolo.

### Liber floriger
Ultima opera di Gregorio, fu composta quando egli era ormai settantenne, intorno al 1130, nel delicato periodo in cui Farfa fu coinvolta nello scontro tra il papa Innocenzo II e l'antipapa Anacleto II. L'opera è un indice topografico dei documenti attestanti i possedimenti farfensi, che si estendevano ormai dalle Marche all'Abruzzo ed alla Campania, divisi in quattro elenchi: quello dei "vocabula ecclesiarum", quello dei "vocabula rerum"; gli ultimi due invece contengono riferimenti e citazioni dal Regestum e dal Liber largitorius relative delle chiese, dei villaggi e dei terreni registrate nei primi due elenchi.